# Berufung des Hl. Matthäus
Die Berufung des Hl. Matthäus ist eines der bekanntesten Gemälde Michelangelo Merisi da Caravaggios. Es entstand etwa 1599 oder 1600 in der Stilepoche des Frühbarock und gilt heute als eines der epochalen Werke der Kunstgeschichte. Es war eine kirchliche Auftragsarbeit und befindet sich bis heute an der vorgesehenen Stelle der Cappella Contarelli in der Kirche San Luigi dei Francesi in Rom.

## Auftrag und weitere Gemälde
Auftraggeber war der französische Kardinal Mathieu Cointrel, im Italienischen Contarelli genannt. Ursprünglich hatte er schon 1565 Girolamo Muziano beauftragt, der aber nie tätig wurde, und nach ihm Giuseppe Cesari 1591, der nur das Deckenfresko vollendete und dann nicht weiterarbeitete. Wohl unter Vermittlung von Caravaggios Gönner, Kardinal Francesco Maria Bourbon Del Monte, erhielt Caravaggio den Auftrag für das Gemälde sowie für zwei weitere für die Cappella Contarelli etwa 1597/1598.
Als Altarbild wurde eine Darstellung des Schreibenden Matthäus mit dem Engel bestellt, als rechtes Seitengemälde eine Darstellung des Martyrium des Hl. Matthäus und als linkes Seitengemälde die Berufung des Hl. Matthäus. Das Gemälde mit dem schreibenden Matthäus stellt den Evangelisten Matthäus dar, die anderen beiden den Apostel Matthäus. Nach dem damaligen Verständnis waren Apostel und Evangelist identische Personen, woran moderne Exegeten oft zweifeln.
Folgt man dem Biografen Bellori, so wurde das von Caravaggio erstellte Altarbild nach seiner Aufstellung in der Kapelle wieder abgehängt und erst die zweite Variante akzeptiert. Die Forschungen Luigi Spezzaferros und Thomas Schauertes legen hingegen nahe, dass dies schon aufgrund der Maßabweichungen der beiden Fassungen unwahrscheinlich sei. Als nächstes Gemälde stellte er die Berufung, danach das Martyrium fertig.

## Biblische Grundlage
Die Berufung des Hl. Matthäus wird im Matthäusevangelium, Kap. 9, Vers 9 (Mt 9,9 ) kurz beschrieben: Als Jesus weiterging, sah er einen Mann namens Matthäus am Zoll sitzen und sagte zu ihm: Folge mir nach! Da stand Matthäus auf und folgte ihm. Matthäus war Zöllner, eine zur Zeit der dargestellten Handlung verachtete Berufsgruppe, so dass ihn die Berufung zum Jünger Jesu selbst umso mehr überraschen musste, wie Caravaggio es im Gemälde ausdrückte.

## Darstellungsweise

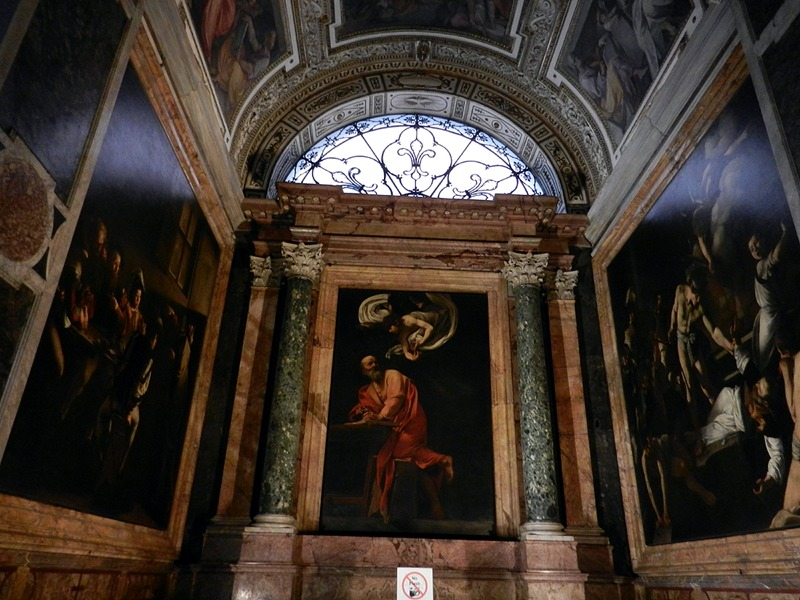
Das Gemälde in der Cappella Contarelli, im Zusammenhang mit den anderen beiden: links die Berufung, in der Mitte der schreibende Evangelist mit dem Engel und rechts das Martyrium.

Die Art der Darstellung und die Lichtführung machen das Bild zu einem der meistbeachteten Caravaggios.
Caravaggio teilte die Beteiligten im Geschehen in zwei Gruppen auf: die beiden Personen rechts, der Matthäus mit einer Geste berufende Jesus und Simon Petrus, und die Gruppe links, der Matthäus selbst angehört, der mit dem Finger fragend vor Erstaunen auf sich zeigt, und seine Begleitfiguren. In einer neueren Interpretation sieht die Kunsthistorikerin Sara Magister jedoch in dem jungen Mann ganz links Matthäus. Die seltsam kraftlose Geste, mit der Jesus auf Matthäus hinweist, ist der Geste des Adams von Michelangelo nachgebildet. Obwohl Jesus eigentlich die zentral handelnde Figur ist, stellte ihn Caravaggio dennoch nicht in das Zentrum des Bildes, sondern, um die Dramatik zu steigern, an den rechten Rand und ließ ihn dazu noch von Simon Petrus halb verdecken. Die Petrusfigur fügte Caravaggio erst nachträglich ein, wie nach einer Untersuchung festgestellt wurde. Grund dafür könnte sein, dass damit die Bedeutung des Petrusamtes der Päpste hervorgehoben werden sollte, da im Zeitraum der Erschaffung die Gegenreformation noch deutlich aktiv war.
Das Epochale an der Darstellung ist, dass zum ersten Mal in der Kunstgeschichte eine heilige Handlung nicht in einem heiligen Rahmen oder etwa in einer Ideallandschaft stattfindet, sondern in einer alltäglichen Stube. Caravaggio betont die Alltäglichkeit durch das verstaubte Fenster oben rechts und die Darstellung der Kleidung der Personengruppe um Matthäus. Es handelt sich um normale Straßenkleidung an der Wende des 16./17. Jahrhunderts. Auch die Wand des Raumes ist ungekalkt, die Raumdarstellung selbst kahl, so dass die Konzentration des Betrachters nicht von der Gestik der handelnden Personen abgelenkt wird. Wer, neben den drei Heiligen, die sonst dargestellten Personen sind, ist nicht überliefert. Caravaggio ist allerdings dafür bekannt, häufig ihm bekannte Personen, zumeist seine lombardischen Landsleute in Rom, dargestellt zu haben.
Die durch das harte Schlaglicht von rechts oben ins Extreme gesteigerte Hell-Dunkel-Wirkung, das Chiaroscuro, hatte vor ihm noch keiner in dieser Dramatik gezeigt. Er hatte zwar damit experimentiert, aber nicht in dieser Kraft. Dass der Lichteinfall von rechts oben kommt, ist kein Zufall. Caravaggio wusste, dass das Bild auf der linken Seite der Kapelle hängen würde, mit einem Lichtfenster über dem Altarbild. Das Bild zeigt Caravaggio auf dem Höhepunkt seines Könnens, wozu auch die feine psychologische Betrachtung der unterschiedlichen Verhaltensweisen von Menschen in ihnen nicht vertrauten Situation gehört. Während der junge Bursche in dem gelb-roten Gewand in der Bildmitte zurückweichend und an Matthäus anlehnend reagiert, wendet der vordere sein Gesicht und seinen Körper interessiert zu Jesus und Petrus hin. Völlig gleichgültig hingegen erscheinen die beiden Figuren der linken Seite. Der untere zählt einfach das Geld weiter und hat am Ablauf des Geschehens überhaupt kein Interesse, ebenso der obere, ältere Mann, der ihm dabei durch die Brille zusieht.

## Rezeption
Das Bild wurde eben wegen der Lichtführung und der Verlagerung einer heiligen Handlung in einen völlig alltäglichen Rahmen zu einem der bekanntesten Caravaggios. Die folgenden Maler der römischen Schule oder solche, die sich auch in Rom aufhielten, beispielsweise Annibale Carracci und seine Brüder, Domenichino, Guido Reni oder Guercino, übernahmen in ihren Werken sowohl die Darstellung von profanen Rahmen für heiliges Geschehen als auch die von Caravaggio hier perfektionierte Technik des Chiaroscuro.
In der Kunstwissenschaft ist umstritten, wer der abgebildeten Personen der titelgebende Matthäus ist. Zumeist wird angenommen, es sei der bärtige Mann, der mit fragendem Blick auf sich selbst zeigt. Der Freiburger Kunsthistoriker Andreas Prater argumentiert dagegen, es sei der Bartlose, der am Ende des Tisches mit gesenktem Kopf Geld zählt. Die Kunsthistorikerin Valeska von Rosen vertritt die Ansicht, dass Caravaggio absichtlich offen gelassen habe, wen der abgebildete Christus berufe. Diese Ambiguität und das Spiel mit den Normen sei ein Kennzeichen seines Schaffens. Dem widerspricht Jürgen Müller und identifiziert die Figur am rechten Rand des Tisches als Matthäus. Dabei greift er auf einen Kupferstich von Hans Collaert zurück, der eine Berufungsszene darstellt und Matthäus in aufspringender Körperhaltung zeigt. Darüber hinaus bezieht er sich auf die Legenda aurea, die berichtet, dass Matthäus umstandslos aufgestanden sei und seine Arbeit unvollendet zurückgelassen habe. Der Witz des Gemäldes besteht darin, dass der Jünger bereits berufen ist und die Berufung nicht bevorsteht. Auf diese Weise würde der Maler sogar den Betrachter vor dem Bild ansprechen und ihn zur Christusnachfolge anweisen.